# Sisak
Sisak este un oraș în cantonul Sisak-Moslavina, Croația, având o populație de 47.768 de locuitori (2011). Orașul deține ape minerale hipertermale (42–54 °C).

## Istorie

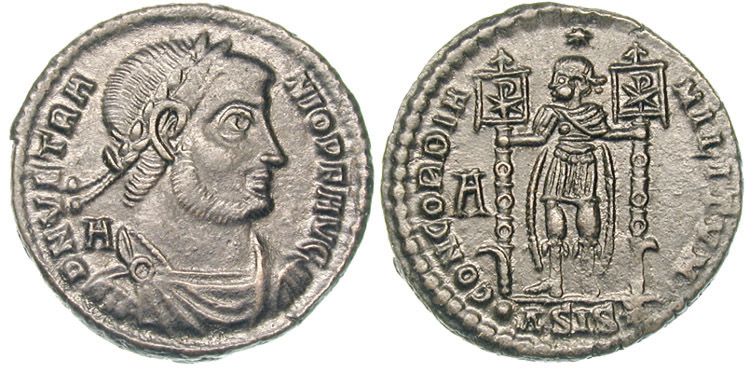
Monedă cu chipul lui Vetranio emisă la Siscia, în 350; avers: D N VETRA-NIO P F AVG, cap laureat, drapat, armură, spre dreapta; revers: CONCORDIA MILITVM, A; împăratul, în picioare, în haine militare, o stea deasupra capului, ține două labara; •ASIS* în exergă

Fondată de celți, în secolul al IV-lea î.Hr., care au denumit-o Segesta apoi Segestica, denumită Siscia de  romani, localitatea a cunoscut diferite ortografii, Sissek, Sisek, Sziszek, înainte de a deveni Sisak.
Situată pe o movilă în mijlocul vechilor mlaștini de la confluența râurilor Sava  (venind din nord) și Kupa (venind de la vest), acest sit permitea controlul traficului comercial, îndeosebi cel cu fier și cărbune provenind din actuala Bosnia-Herțegovina.
Se pare că terminația în „-tica” face referință la portul fluvial al orașului, stabilit pe malul râului Kupa. Urme ale stabilirii celților au fost descoperite sub zidurile romane în centrul orașului și pe malurile râului Kupa.
Între alte vestigii, cele ale zidului roman (în sud) datând din secolul I și poarta monumentală (în nord) dovedesc că orașul se întindea pe 1.600 de metri.
În anul 35 î.Hr., Octavianus Augustus a ocupat localitatea, pe care romanii au denumit-o Siscia, denumirea latină a actualului oraș Sisak.
În timpul domniei lui Dioclețian, Siscia a devenit capitală a Pannoniei.

## Demografie
Componența etnică a orașului Sisak
     Croați (84,97%)
     Sârbi (6,43%)
     Bosniaci (3,45%)
     Romi (1,36%)
     Necunoscut (1,31%)
     Neclasificat (2,01%)
Componența confesională a orașului Sisak
     Catolici (78,13%)
     Ortodocși (6,86%)
     Fără religie și atei (5,56%)
     Musulmani (5,11%)
     Necunoscută (2,99%)
     Alte religii (1,34%)
Conform recensământului din 2011, orașul Sisak avea 47.768 de locuitori. Din punct de vedere etnic, majoritatea locuitorilor (84,97%) erau croați, existând și minorități de sârbi (6,43%), bosniaci (3,45%) și romi (1,36%). Apartenența etnică nu este cunoscută în cazul a 1,31% din locuitori. Din punct de vedere confesional, majoritatea locuitorilor (78,13%) erau catolici, existând și minorități de ortodocși (6,86%), persoane fără religie și atei (5,56%) și musulmani (5,11%). Pentru 2,99% din locuitori nu este cunoscută apartenența confesională.

## Orașe înfrățite
| - Gabrovo, Bulgaria - Heidenheim, Germania - Remchingen, Germania | - Jihlava, Cehia - Leszno, Polonia - Szombathely, Ungaria |